# Nacio Herb Brown
Nacio Herb Brown född 22 februari 1896 i Deming i New Mexico-territoriet, död 28 september 1964, var en amerikansk kompositör och sångskrivare. Han började arbeta i Hollywood 1928 då han anlitades av MGM för att skriva musik till det då nya mediet ljudfilm. Han har bland annat skrivit kända sånger som Singin' in the Rain och Make 'em Laugh. Han samarbetade ofta med textförfattaren Arthur Freed.

## Filmmusik i urval
- 1952 - Singin' in the Rain
- 1944 - Vi mötas i St. Louis
- 1935 - China Seas